# M-101
M-101 – monofoniczny magnetofon kasetowy produkowany w latach siedemdziesiątych i osiemdziesiątych XX wieku przez Zakłady Mechaniki Precyzyjnej „UNITRA-MAGMOR” z Gdańska. Magnetofon przystosowany był do zasilania zarówno z sieci, poprzez zewnętrzny zasilacz, jak i za pomocą 4 baterii typu „paluszek”. Przy zachowaniu równocześnie stosunkowo niewielkich wymiarów, wynoszących odpowiednio 105×154×45 mm i wyposażeniu tego modelu w gniazdo słuchawkowe, mógł on być eksploatowany jako magnetofon przenośny typu walkman, choć od tych ostatnich był nieznacznie większy, a jego prostopadłościenny kształt zmniejszał walory użytkowe w zakresie ergonomii takiej eksploatacji. Oprócz gniazda słuchawkowego, w przeciwieństwie do walkmanów, wyposażony był również w głośnik GD 5/0,2/8 Ω.
Był to magnetofon dwuścieżkowy, monofoniczny. Pracował z prędkością przesuwu taśmy wynoszącą 4,76 cm/s. Zakres przenoszonych częstotliwości wynosił od 80 do 8000 Hz. Magnetofon przeznaczony był do użytku z kasetami „COMPACT” (zalecane Low Noise) z taśmą żelazową, C-60 oraz C-90, przy czym w instrukcji dodatkową pieczątką informowano, że nie zaleca się stosować tych ostatnich. Mógł być użytkowany w dowolnym położeniu. Jego masa bez baterii wynosiła 0,55 kg.
Magnetofon miał również możliwość zapisu dźwięku ze źródła zewnętrznego przez gniazdo radio-magnetofon lub z wbudowanego w magnetofonie mikrofonu. Klawisz PAUZA, układ regulacji wzmocnienia ARW i system AUTO-STOP dawał możliwość użytkowania urządzenia jako dyktafonu.
Gniazdo radio-magnetofon umożliwiało wprowadzenie do urządzenia zewnętrznego sygnału dźwiękowego, np. z radia, telewizora, mikrofonu itd., który mógł zostać także zapisany na taśmie kasety. Możliwa była także transmisja sygnału dźwiękowego do urządzeń zewnętrznych, np. podanie sygnału na zewnętrzny wzmacniacz. Umieszczenie wtyku w tym gnieździe automatycznie odłączało wbudowany mikrofon.
Jak wyżej zaznaczono, magnetofon mógł być zasilany 4 bateriami typu R6 lub akumulatorami. Można było także za pomocą zewnętrznego zasilacza, użytkować magnetofon zasilany z sieci. Ponadto magnetofon mógł pełnić funkcję ładowarki akumulatorów. Umieszczenie w pojemniku akumulatorów i zasilenie urządzenia z sieci poprzez zasilacz, umożliwiało ładowanie akumulatorów.